# Gampsocleis infuscata
Gampsocleis infuscata är en insektsart som beskrevs av Boris Petrovich Uvarov 1924. Gampsocleis infuscata ingår i släktet Gampsocleis och familjen vårtbitare. Inga underarter finns listade i Catalogue of Life.